# Dexaminidae
Dexaminidae zijn een familie vlokreeftjes uit de superfamilie Gammaridea. 

## Taxonomie
De volgende taxa worden bij de familie ingedeeld:
- Onderfamilie Dexamininae
  - Geslacht Delkarlye J.L. Barnard, 1972
  - Geslacht Dexamine Leach, 1814
  - Geslacht Dexaminella Schellenberg, 1928
  - Geslacht Paradexamine Stebbing, 1899
  - Geslacht Sebadexius Ledoyer, 1984
  - Geslacht Syndexamine Chilton, 1914
- Onderfamilie Dexaminoculinae Bousfield & Kendall, 1994
  - Geslacht Dexaminoculus Lowry, 1981
- Onderfamilie Polycheriinae Bousfield & Kendall, 1994
  - Geslacht Polycheria Haswell, 1879
  - Geslacht Tritaeta Boeck, 1876
- Onderfamilie Prophliantinae Nicholls, 1939
  - Geslacht Guernea Chevreux, 1887
  - Geslacht Haustoriopsis Schellenberg, 1938
  - Geslacht Prophlias Nicholls, 1939